# Beigan
Beigan, auch Peikan, (chinesisch 北竿鄉, Pinyin Běigān xiāng, Min Dong: Báe̤k-găng-hiŏng) ist eine nahe dem chinesischen Festland (Provinz Fujian) am südwestlichen Ende des Ostchinesischen Meeres gelegene Inselgruppe und Landgemeinde innerhalb der Matsu-Inseln (Landkreis Lienchiang) der Republik China (Taiwan).

## Lage und Beschreibung

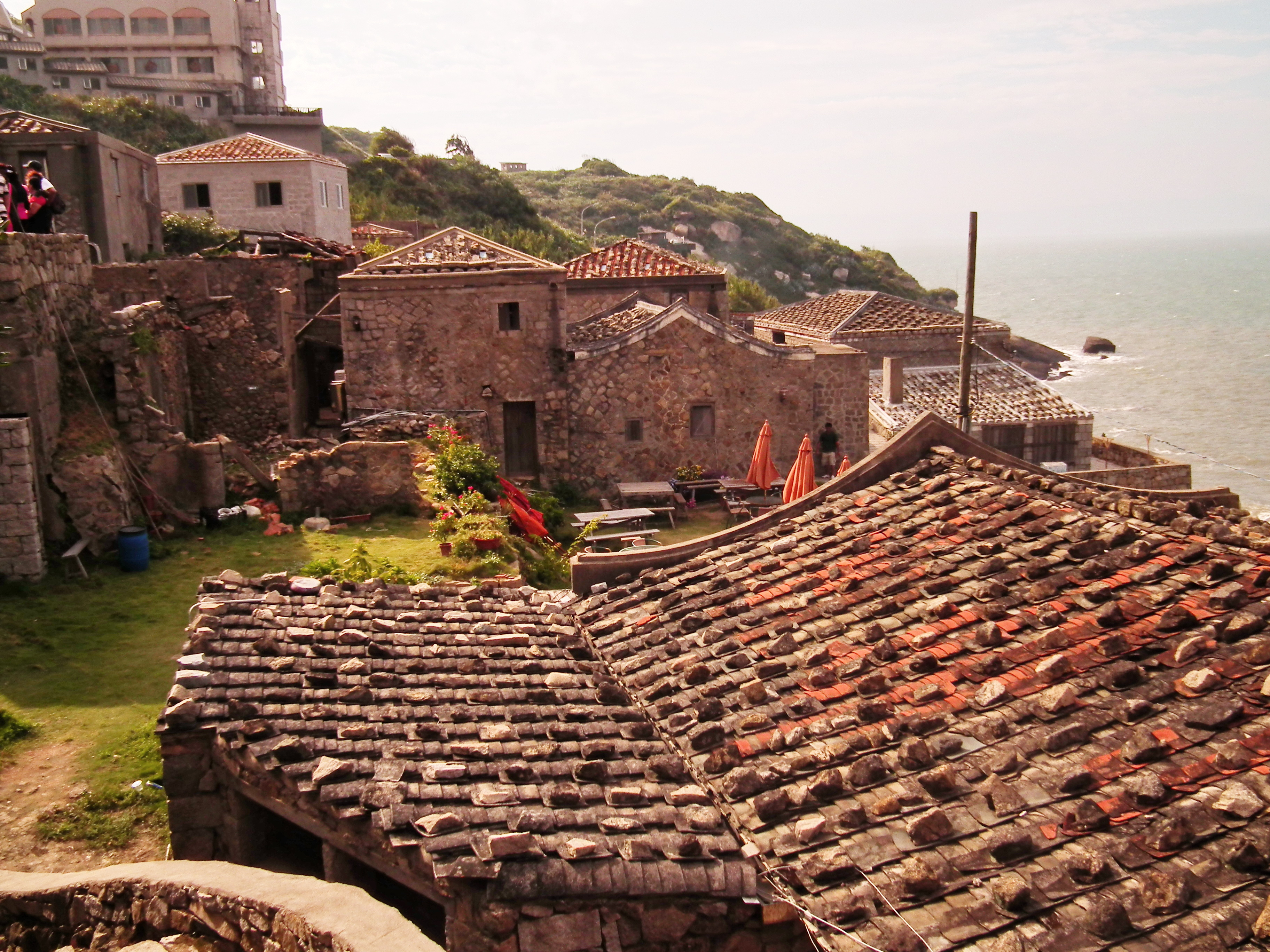
Das Dorf Qinbi

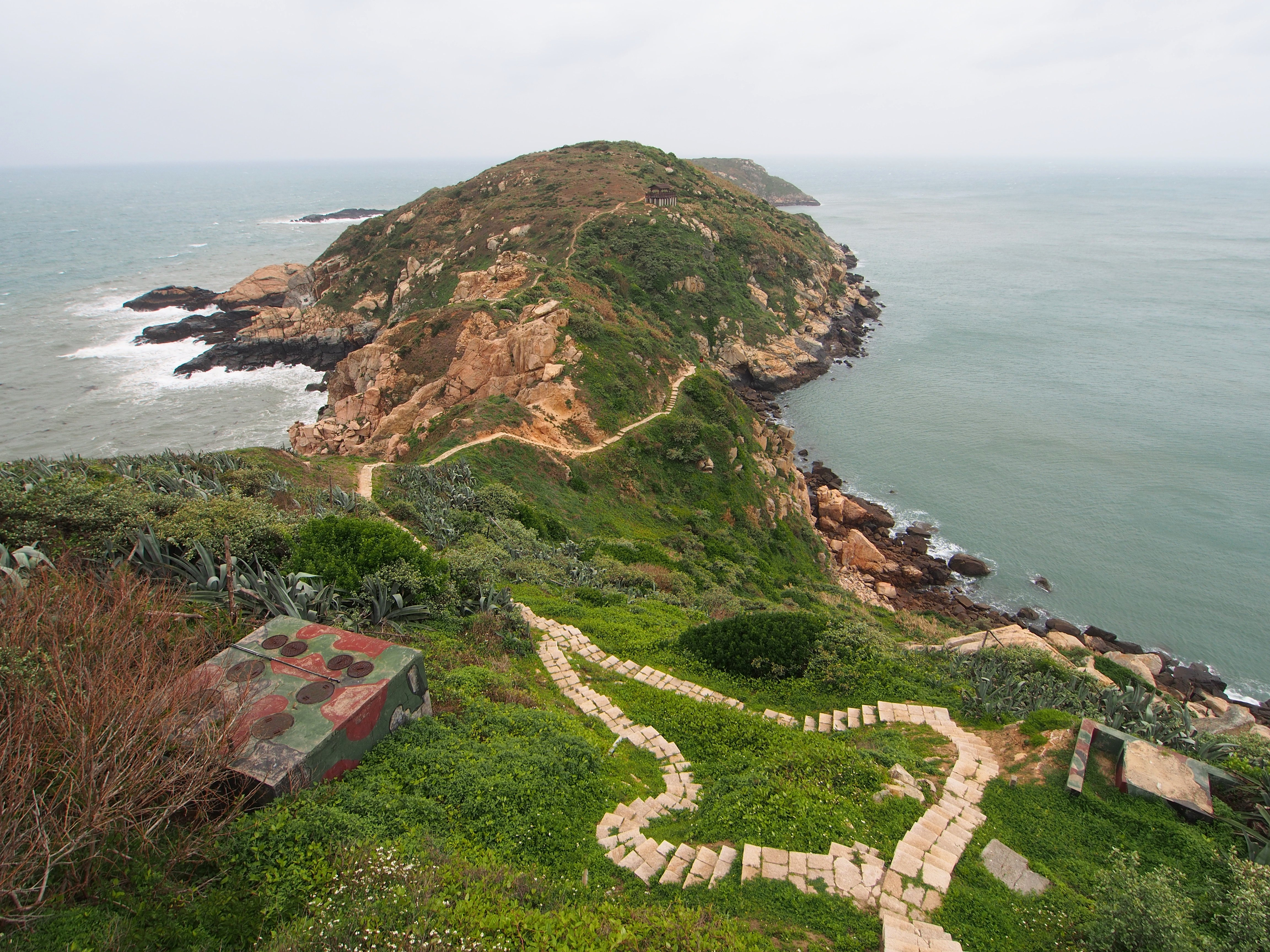
Wanderweg im Krieg-und-Frieden-Park

Die Inselgruppe umfasst vierzehn zum größten Teil unbewohnte Inseln. Größere Inseln sind Beigan, Daqiu, Gaodeng und Liangdao. Die Hauptinsel Beigan ist nach Nangan die zweitgrößte der Matsu-Inseln. Beigans Nachbargemeinden sind das etwa drei Kilometer entfernte Nangan im Südwesten und das weiter entfernte Dongyin im Nordosten. Das Gelände ist wellig, an der Küste gibt es einige Sandstrände. Die höchste Erhebung, der Berg Bishan (壁山) mit 292 m, ist der höchste Punkt der Matsu-Inseln.
Die Landgemeinde Beigan umfasst die sechs Dörfer Baisha (白沙), Banli (坂里), Houwo (后沃), Qiaozi (僑仔), Qinbi (芹壁) und den Hauptort Tangqi (塘岐). Seit Beginn des Jahrtausends ist die Bevölkerung Beigans gewachsen. Lebten hier im Jahr 2011 noch etwa 1900 Menschen, so waren es 2021 etwa 3000.

## Geschichte

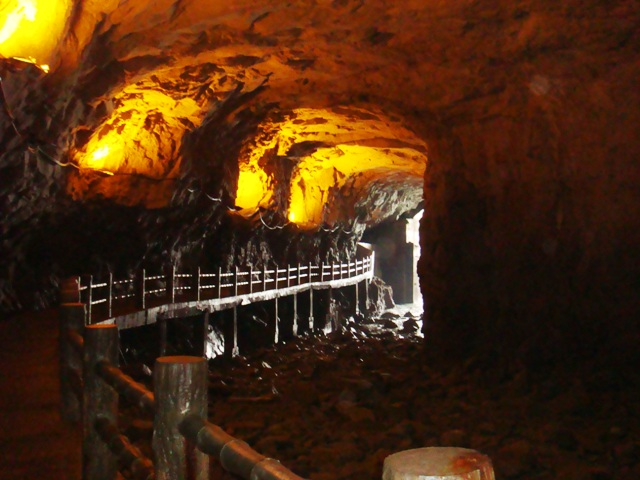
Der Beihai-Tunnel

Ältere Namen Beigans sind Beigantang (北竿塘) und Xiagantang (下竿塘). Wie archäologische Funde zeigten, war Beigan bereits während der Jungsteinzeit bewohnt. Die spätere Besiedlung vom chinesischen Festland aus begann zur Zeit der Song-Dynastie (960–1279), doch mussten die Bewohner Beigans die Insel infolge von chinesischer Seeverbotspolitik zu Beginn der Ming- und während der frühen Qing-Dynastie zweimal verlassen, sodass die menschenleere Insel nur mehr von Seeräubern genutzt wurde.
Nach dem Ende des Chinesischen Bürgerkriegs politisch vom Festland getrennt, lag Beigan in der Folgezeit an der Frontlinie des Konflikts zwischen der Volksrepublik und der Republik China und stand unter Militärverwaltung. Zwischen 1951 und 1960 kam es wiederholt zu Feuergefechten und Landungsversuchen der Volksbefreiungsarmee auf der nördlich gelegenen Insel Gaodeng. Erst 1992 wurde die Militärverwaltung aufgehoben und Beigan konnte sich Besuchern von außen öffnen.

## Verkehr und Wirtschaft

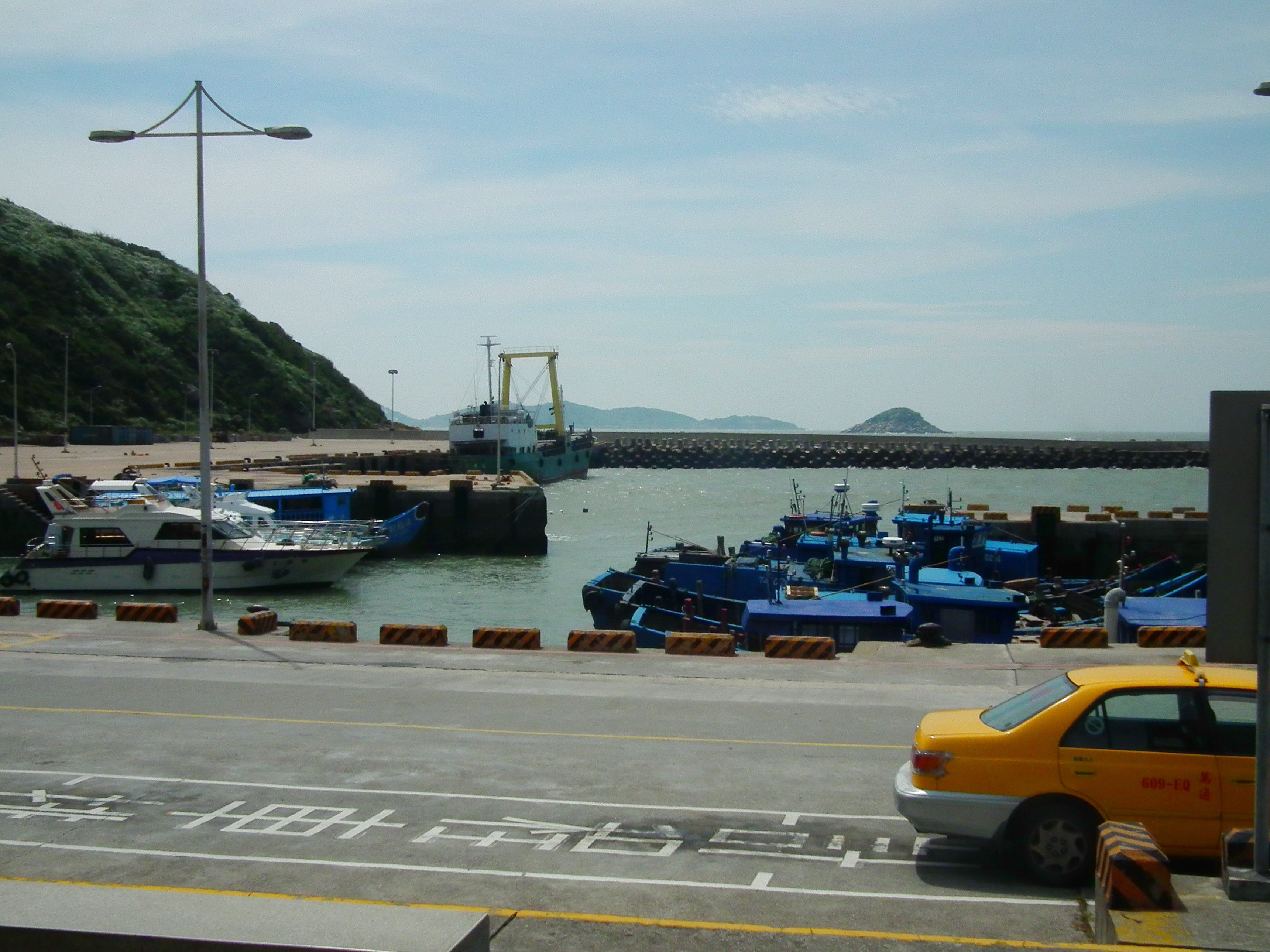
Der Hafen von Baisha

Beigan hat seit 1994 einen Flughafen. Flugverbindungen bestehen nach Taipeh (Flughafen Taipeh-Songshan) und Taichung sowie zu den anderen Matsu-Inseln. Zwischen Beigans Hafen in Baisha und Nangan verkehrt eine Fähre. Im Rahmen der Drei kleinen Verbindungen (三小通) gibt es auch eine Schiffsverbindung zwischen Beigan und der Stadt Huangqi auf dem chinesischen Festland.
Beigan ist durch Straßen erschlossen und es gibt eine Buslinie.
Traditionell war die Fischerei der bedeutendste Wirtschaftszweig der Menschen von Beigan. Landwirtschaft existiert, spielt aber nur eine untergeordnete Rolle. Während der Jahrzehnte währenden Militärverwaltung entwickelte sich rund um die stationierte Armee das Dienstleistungsgewerbe. Seit Ende der Militärverwaltung spielt der Tourismus eine wichtige Rolle. Auf Beigan gibt es einige Hotels und Pensionen.
Seit 2019 unterhält die Nationaluniversität Taiwan für Meereskunde (國立臺灣海洋大學 National Taiwan Ocean University, Keelung) einen Campus auf Beigan.

## Kultur und Sehenswürdigkeiten

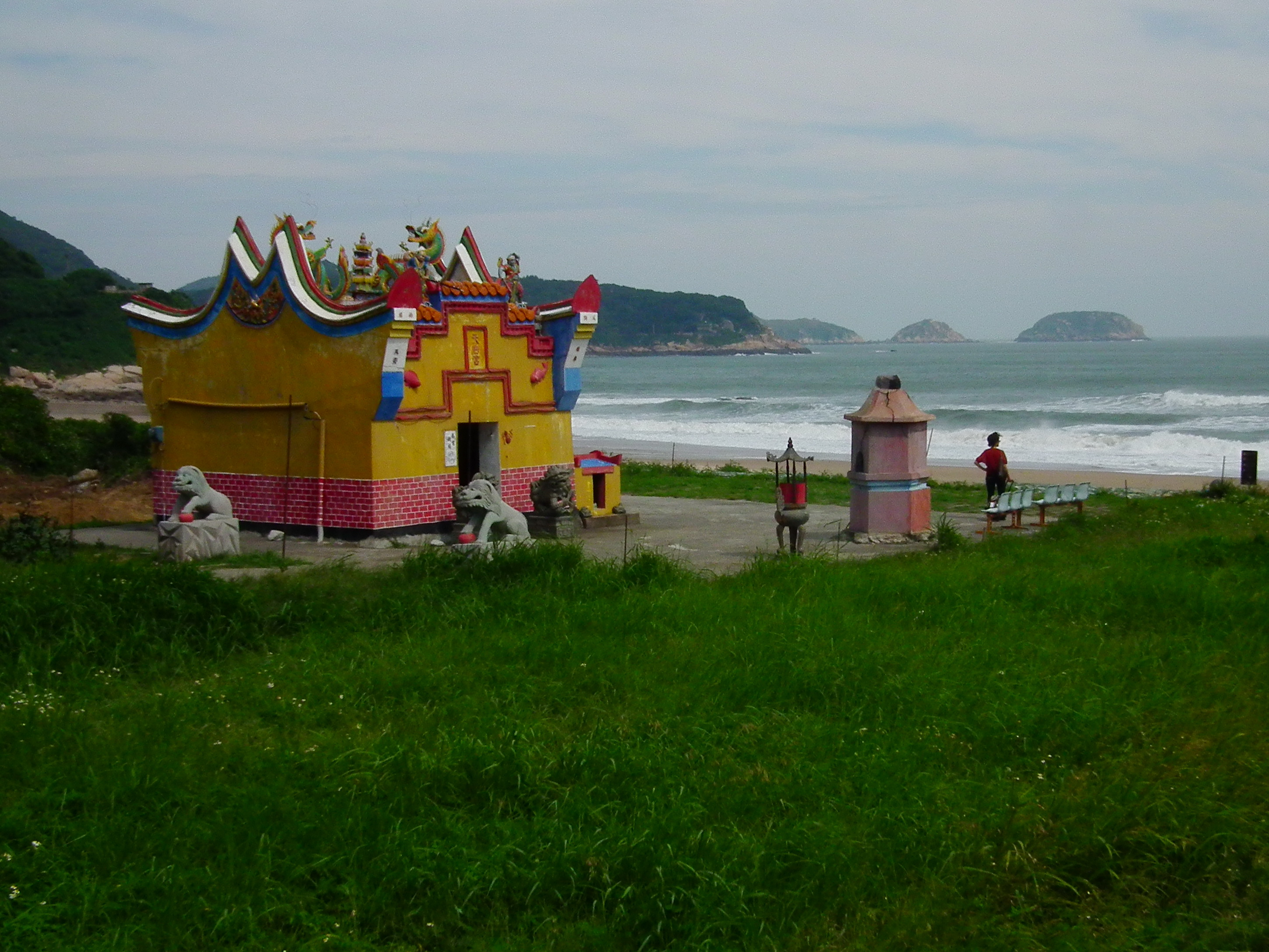
Der Tianhou Gong in Banli

Die Beigan-Inseln sind bekannt für ihre Fischerdörfer und Naturschönheiten, ihre Aussichtspunkte und Sandstrände, zu denen man auf Straßen oder Wanderwegen gelangen kann. Auf der heute unbewohnten Insel Daqiu (大坵島) können Besucher ausgewilderte Taiwan-Sikahirsche beobachten.
Manche Militärbauten der Vergangenheit sind heute touristische Attraktionen, wie z. B. der Krieg-und-Frieden-Gedächtnispark (戰爭和平紀念公園主題館), der um ehemalige Befestigungsanlagen herum angelegt wurde und Ausstellungen zur Geschichte Beigans umfasst. Daneben gibt es Überreste von Forts und den heute öffentlich zugänglichen 550 m langen Beihai-Tunnel (北海坑道, nicht zu verwechseln mit dem gleichnamigen Tunnel auf der Nachbarinsel Nangan).
In Beigan gibt es eine Reihe kleiner daoistischer Tempel, in denen zumeist die Göttin Mazu, Namensgeberin der Matsu-Inseln, verehrt wird. Auf den Inseln wird neben Hochchinesisch auch der Dialekt Mazu, eine Variante des Min Dong gesprochen.